# 伊藤祐輝
伊藤 祐輝（いとう ゆうき、1987年1月24日 - ）は、日本の俳優。旧芸名、伊藤 祐貴（読み同じ）。
北海道札幌市北区あいの里出身。北海高等学校、学習院大学卒業。ソニー・ミュージックアーティスツ所属。身長180センチメートル、体重70キログラム。

## 略歴
- 2007年よりドラマや映画、舞台やCMなどで活躍する[2]。
- 2009年の映画『ぼくはうみがみたくなりました』で初主演[1]。自閉症の青年という難役を、実際に施設に通って取材するなどの経験を重ねて演じきった。
- 2010年にはベトナム国際ニャチャンビーチハーフマラソンに自ら挑戦するドキュメンタリー『ニャチャンへ続く道』に主演。
- 2020年5月13日、YouTubeチャンネル『ゆうきと文鳥』を開設[4]。その後、チャンネル名を『いとうゆうき』に改める。
- 2021年、『MIRRORLIAR FILMS plus』の中の1本「ハレの夜」で映画脚本・監督に初挑戦[5]。

## 人物
特技は殺陣、アクション、英会話、乗馬、バク転、腕相撲、バレーボール、スキー、水泳、ボクシング、マラソン。

## 出演

### 映画
- GROW 愚郎（2007年9月8日、チェイスフィルム エンタテインメント）
- フレフレ少女（2008年10月11日、松竹）
- ぼくはうみがみたくなりました （2009年8月22日、「ぼくはうみがみたくなりました」製作委員会） - 主演・浅野淳一 役
- 行きずりの街（2010年11月20日、東映）
- 武士の家計簿（2010年12月4日、アスミック・エース / 松竹） - 猪山成之 役
- ノルウェイの森（2010年12月11日、東宝） - セクト学生 役
- ニャチャンへ続く道（2010年12月22日・23日、アップリンク渋谷にて公開） - 主演・伊藤祐輝 役（自身を扱ったドキュメンタリー）
- シン・ゴジラ（2016年7月29日、東宝） - 新人新聞記者 役[6]
- 海賊とよばれた男（2016年12月10日、東宝） - 國岡のモン 役
- くも漫。（2017年2月4日、トリプルアップ）
- アウトレイジ 最終章（2017年10月7日、ワーナー・ブラザース映画 / オフィス北野）
- サニー/32（2018年2月17日、日活）
- さらば、ダイヤモンド（2018年2月24日） - 主演・元気 役
- 劇場版 コード・ブルー-ドクターヘリ緊急救命-（2018年7月27日、東宝） - 早川正豊 役
- 波乗りオフィスへようこそ（2019年4月5日イオンシネマ徳島先行公開 / 4月19日全国公開、マジックアワー） - 生田晃 役
- Daughters（2020年9月18日、イオンエンターテイメント / Atemo） - 林浩介 役[7]
- ザ・ファブル 殺さない殺し屋（2021年6月18日、松竹）
- MIRRORLIAR FILMS plus「ハレの夜」（2021年10月15日、and pictures） - 主演・直也 役[注釈 1]
- 茶飲友達（2023年2月4日、イーチタイム）
- ウルトラマンブレーザー THE MOVIE 大怪獣首都激突（2024年2月23日、バンダイナムコアーツ / 円谷プロダクション） - ナグラテルアキ 役[8]

### テレビドラマ
- 新・警視庁捜査一課9係 season2 第4話 （2010年7月21日、テレビ朝日） - 渡辺正 役
- クローン ベイビー 第1話 - 第10話（2010年10月9日 - 12月11日、TBS）
- 遺留捜査 第6話（2011年5月18日、テレビ朝日） - 市村瞬 役
- dinner（2013年1月13日 - 3月24日、フジテレビ） - 大橋悟 役
- 猫侍 第3話・第7話（2013年10月・11月、東名阪ネット6および5いっしょ3ちゃんねる） - 新吉 役
- 三億円事件45年目の新証言! 最後の告白者（2013年12月21日、フジテレビ）
- 若者たち2014 第3話・第4話（2014年7月23日・30日、フジテレビ） - 澤田圭介 役
- 匿名探偵 第2期 第3話（2014年7月25日、テレビ朝日）
- 連続ドラマW 株価暴落（2014年10月19日 - 11月16日、WOWOW）
- 青山ワンセグ開発 ちいさいぜ!ちょこやまくん 第4話（2015年3月27日、NHK Eテレ）
- 64（ロクヨン） 第3話・第4話（2015年5月2日・9日、NHK総合） - 橋元 役
- 連続ドラマW きんぴか（2016年2月13日 - 3月12日、WOWOW） - 大山 役
- トットてれび 第1話（2016年4月30日、NHK総合）
- わたしに運命の恋なんてありえないって思ってた（2016年12月20日、カンテレ・フジテレビ系）
- バウンサー 第1話（2017年4月14日、BSスカパー!）
- コード・ブルー -ドクターヘリ緊急救命- 3rd season 第2話 - 第7話・最終話（2017年7月24日 - 8月28日・9月18日、フジテレビ） - 早川正豊 役
  - コード・ブルー 特別編 -もう一つの戦場-（2018年7月28日）
- ハラスメントゲーム 第1話（2018年10月15日、テレビ東京） - 大倉 役
- ラジエーションハウス〜放射線科の診断レポート〜 第8話（2019年5月27日、フジテレビ） - 魚谷亮介 役
- リーガル・ハート〜いのちの再建弁護士〜 第1話（2019年7月22日、テレビ東京） - 鈴木 役
- シャーロック アントールドストーリーズ 第9話（2019年12月2日、フジテレビ） - 西岡啓介 役[9]
- ミス・ジコチョー〜天才・天ノ教授の調査ファイル〜 最終話（2019年12月20日、NHK総合） - 経理監査 役
- BS新春時代劇 立花登青春手控えスペシャル（2020年1月3日、NHK BSプレミアム） - 吉蔵 役
- 駐在刑事 Season2 第2話（2020年1月31日、テレビ東京） - 菅野努 役
- ランチ合コン探偵 〜恋とグルメと謎解きと〜 第8話（2020年2月27日、読売テレビ・日本テレビ系） - 武田悠也 役
- 月曜プレミア8 再雇用警察官（2020年5月11日、テレビ東京） - 下河内秋彦 役
- スポットライト 第7話（2020年8月18日、TOKYO MX）
- アオイウソ〜告白の放課後〜 第3・4・6・8・9・11話（2021年1月26日・2月2日・16日・3月2日・9日・23日、TOKYO MX）[10]
- WOWOWオリジナルドラマ ダブル 第四幕・第五幕（2022年6月25日・7月2日、WOWOW） - 天狗塚清文 役
- OTHELLO 第6話 - 第9話（2022年9月12日 - 10月10日、ABCテレビ） - 真田 役
- 七人の秘書スペシャル（2022年10月2日、テレビ朝日） - 梶川 役
- 合理的にあり得ない 〜探偵・上水流涼子の解明〜 第6話（2023年5月22日、カンテレ・フジテレビ系） - 野崎 役
- ウルトラマンブレーザー（2023年7月8日 - 2024年1月20日、テレビ東京） - ナグラテルアキ 役[11]
- 連続ドラマW-30 白暮のクロニクル 第2話 - 第4話・第8話・第9話・第11話（2024年3月8日 - 22日・4月19日・26日・5月10日、WOWOW） - 平田刑事 役[12]
- 大河ドラマ 光る君へ 第35回（2024年9月15日、NHK）[13]

### 配信ドラマ
- オリジナル∞ドラマ∞シアター 恋のパラドラ 第6話（2008年、gooブロードバンドナビ・Music&Videoチャネル） - 拓也 役

### テレビ番組
- 痛快TV スカッとジャパン「モンスター新入社員」（2017年6月12日、フジテレビ） - 池田克哉 役

### 紀行番組
- 絶景・世界自然〜7ワンダーズ〜「アメリカ・グラウンドキャニオン」（2012年7月28日・8月4日、BS日テレ） - 旅人

### PV
- チャットモンチー『コンビニエンスハネムーン』（2012年9月12日）
- GLAY 『Eternally』（2013年5月8日） - 藤浪永久 役
- オリー・マーズ『ルック・アット・ザ・スカイ』（2015年1月14日）
- 乃木坂46 『不等号』（2016年3月22日）
- 講談社ミステリー『さあ、どんでん返しだ！』キャンペーン PV（2021年9月27日） - 「名の如き贄るもの」「推理大戦」「メルカトル悪人狩り」朗読[14]

### CM
- JT「想いあう、ときのそばに。／『上司と部下篇』」（2013年8月 - 2014年9月）
- 日本生命「人生列車 約束」篇（2015年5月 - 2016年5月）
- アソビズム「未来広告ゼミ」（2015年6月1日 - ） - ナレーション
- アサヒ飲料 WONDA エクストラショット「登場」篇（2015年9月15日 - 2016年2月） - ナレーション
- ミズノ「WAVE RIDER 20」（2016年10月 - ）
- NTT東日本「いっしょに、一生懸命に。」チームイチロー篇（2017年3月 - 2018年3月）
- アサヒビール アサヒスーパードライ「スーパードライ2018登場 北川さん」篇（2018年4月4日 - ）
- Fujii Kaze + Google Pixel #じぶんらしく燃えよ「STEP CM」（2021年10月24日）
- NTT西日本「つなぐ」 その先に 「ひらく」あたらしい世界のトビラを／そばにいるから、かなえられる 篇（2022年6月30日 - 2023年6月）
- KDDI トビラ サステナブル基地局篇「持続可能なエネルギーで、命、暮らし、心をつなぐ。」（2023年7月25日 - ） - タケル 役

### 舞台
- ブルーカバーアクターズ公演「努力しないで出世する方法」＜ACEチーム＞（2011年3月8日 - 13日、笹塚ファクトリー / 作：じんのひろあき、演出：宇治川まさなり） - 主演・ケイタ 役
- 虚構の劇団 番外公演 虚構の劇団 vol.1「夜の森」（2012年4月5日 - 15日、新宿シアターモリエール / 作・演出：木野花） - 佐々木光夫 役
- 虚構の劇団 一人芝居&自主企画発表会2012「女子（汗）」（2012年8月11日・12日、新宿シアターミラクル / 作・演出・出演）
- 虚構の劇団 第8回公演「イントレランスの祭」（2012年10月30日 - 11月11日、シアターサンモール / 11月23日 - 25日、ABCホール / 作・演出：鴻上尚史）
- ヒミツキチ110階 旗揚げ公演「限界ベイベェ!」（2013年7月11日 - 15日、阿佐ヶ谷アルシェ / 作：伊藤祐輝、演出：大淵智徳）
- 飛龍伝21〜殺戮の秋〈いつの日か、白き翼に乗りて〉（2013年10月5日 - 20日、青山劇場 / 作：つかこうへい、演出：岡村俊一）
- SDプロジェクト公演「あなたと住むなら」《スカイツリー編》（2014年2月4日 - 9日、築地ブディストホール / 作：落合隆、演出：井坂聡） - 主演
- SMA_STAGE 第1弾公演「High Life」（2018年4月14日 - 28日、あうるすぽっと / 作：リー・マクドゥーガル / 翻訳：吉原豊司 / 演出・上演台本：谷賢一） - バグ 役[15]
- 夢幻奇譚會 其の壱.伍（2024年7月20日、cafe&bar木星劇場 / 7月21日、BOOK CAFE+BAR COTOCOTO / 作：太田忠司 / 演出：吉川風矢 北川原梓） - 「帰郷」朗読

### 玩具
- ウルトラマンブレーザー アースガロン COMPLETE EDITION（2024年3月） - ナグラテルアキ 役
- ウルトラマンブレーザー ブレーザーブレス MEMORIAL EDITION（2024年7月） - ナグラテルアキ 役

## 作品
- MIRRORLIAR FILMS plus「ハレの夜」（2021年10月15日、and pictures） - 脚本・監督[5][16][17] [注釈 2]